# Pterocryptis cochinchinensis
Pterocryptis cochinchinensis är en fiskart som först beskrevs av Valenciennes, 1840.  Pterocryptis cochinchinensis ingår i släktet Pterocryptis och familjen malfiskar. IUCN kategoriserar arten globalt som livskraftig. Inga underarter finns listade i Catalogue of Life.